# Фернандо Вайєхо
Ферна́ндо Вайє́хо Рендо́н (ісп. Fernando Vallejo Rendón) (24 жовтня 1942, Медельїн, провінція Антіокія, Колумбія) — колумбійський письменник, біограф, біолог та кінорежисер. Він народився і виріс в м. Медельїн, пізніше вивчав кінематографію в Італії. Починаючи з 1971 живе в Мексиці. Його найвідоміший роман «Богоматір убивць» зажив йому світової слави й започаткував новий літературний напрямок — «наркореалізм». У своїх романах автор шокує читача нетрадиційними поглядами на релігію, сексуальність, суспільні відносини, і передусім сценами насильства. Дія більшості його романів відбувається в Колумбії і вони частково автобіографічні. Його основна тема — деградація суспільства спричинена торгівлею наркотиками і корупцією.

## Біографія
Його батько, Анібаль Вайєхо Альварес, посідав декілька провідних посад у місцевому уряді, був державним секретарем, членом парламенту, редактором газети. Фернандо отримав досить добру освіту, вчився в Університеті Боготи. З дитинства він мав схильність до музики і добре грав на піаніно. Він досконало виконував музику Моцарта, Глюка та Ріхарда Штрауса. В університеті Вайєхо вивчав філософію та літературу, однак пізніше змінив свою спеціальність і закінчив факультет біології. Свою освіту він продовжував в Італії, де Вайєхо вивчав кінематографію та режисуру в загально відомій кіностудії Чінечітта (Cinecittà).

## Творчість
Фернандо Вайєхо написав декілька біографій колумбійських авторів і поетів, однак більша частина його романів — автобіографічні. Його першою серією з п'яти романів була збірка «Ріка часу». Перша книга «Блакитні дні» вийшла у 1985 р. і вона була присвячена декільком епізодам з його життя, дитинства. В наступному романі 1987 р. — «Секретний вогонь» він описує свою юність в Медельїні і в Боготі і перші погляди на гомосексуальність. Наступними книгами збірки були романи «Шляхи до Риму» (1988) та «Роки поблажливості» (1989) в яких він описує своє закордонне життя, зокрема в Римі, а потім у Нью-Йорку. Останній роман збірки — «Між привидами» (1993) присвячений своїм рокам життя в Мехіко, де він поселився у 1971 р. і живе зараз. У 1984 р. вийшов біографічний роман «Посланець» — це була вдосконалений варіант його ранньої біографії колумбійського поета Порфіріо Біарда-Джейкоба.
Найвідомішою його працею став роман «Богоматір убивць» (1994), в якому він описує деградацію суспільства в його рідному місті Медельїн. В книзі він з'являється, як один з головних героїв посеред хвилі вбивств і насильства в столиці наркоіндустрії — м. Медельїн. На думку деяких критиків цим романом він започаткував новий напрямок сучасної літератури — «наркореалізм». Інші критики вживають для цього напряму термін «сікареска» (sicaresca) від іспанського слова «кілер, вбивця». Низка інших латино-американських письменників, таких, як Хорхе Франко, Хосе Лібардо Поррас, Артуро Алапе, Густаве Альварес досліджують особливу субкультуру і соціальний феномен, який виник в деяких країнах Латинської Америки внаслідок неконтрольованої торгівлі наркотиками і хвилі насильств і деградації суспільства, яке їх супроводжує. Цей літературний напрямок не сприймається однозначно всіма, зокрема, мешканці Колумбії звинувачують авторів і особисто Фернандо Вайєхо в непропорційній концентрації на насильство і в ігноруванні позитивних рис колумбійського суспільства. Реакція на роман Вайєхо «Богоматір убивць» в Колумбії була дуже неоднозначною, багато колумбійців вважали, що автор навмисно загострює увагу на негативі і дещо перебільшує рівень насильства. Цей роман був пізніше у 2000 р. екранізований з однойменною назвою провідним французьким режисером Барбетом Шредером. Фернандо Вайєхо написав сценарій для фільму, який поширив його популярність за межі іспаномовної аудиторії.
Хоча його ім'я вже було відомим завдяки попереднім творам, офіційне визнання в Латинській Америці він отримав після виходу в світ у 2002 р. свого роману «Круча» (El desbarrancadero). За цей роман він отримав одну з найпрестижніших премій Латинської Америки — премію імені Ромуло Гайєгоса, класика венесуельської літератури. В конкурсі брало участь 246 письменників і призовий фонд становив 100 000 доларів. На церемонії вручення премії, Фернандо Вайєхо не тільки приголомшив всіх своєю промовою, в якій він гостро критикував релігію і папу Римського, але також і новиною, що він вирішив витратити всі гроші призового фонду на допомогу бездомним собакам Каракаса, столиці Венесуели.
В романі «Круча» він звертається до теми СНІДу і реакції суспільства на цю хворобу. Як і майже всі його романи, цей твір автобіографічний — в ньому він описує смерть свого брата від СНІДу на фоні розчарування в релігії і суспільстві загалом. Інший його твір — «Мій брат мер», 2003 р. (Mi hermano el alcalde) присвячений також його братові. В романі він описує специфічні особливості латиноамериканської демократії і роль особистості в прикладах успішного її втілення.
Творчість Фернандо Вайєхо не обмежується літературою — він також зняв декілька документальних кінофільмів, зокрема по проблемі насильства в Колумбії. У 1977 р. вийшов його перший фільм «Червоні хроніки», а пізніше у 1980 р. інший — «Серед шторму».

## Особисте життя
Фернандо Вайєхо є відкритим геєм і живе разом зі своїм партнером, сценографом Девідом Антоном. Він також відомий як захисник прав тварин і веган. Через свої антинаталістичні переконання Вайєхо не має дітей.

### Романи
- «Богоматір убивць» (La virgen de los sicarios) (1994)
- «Ріка часу» (El río del tiempo) (1999). В збірку увійшли:
  - «Блакитні дні» (Los días azules) (1985)
  - «Секретний вогонь» (El fuego secreto) (1987)
  - «Шляхи до Риму» (Los caminos a Roma) (1988)
  - «Роки поблажливості» (Años de indulgencia) (1989)
  - «Між привидами» (Entre fantasmas) (1993)
- «Круча» (El desbarrancadero) (2001). За цей роман він отримав премію ім. Ромуло Ґайґоса у 2003 р.
- «Паралельний бульвар» (La rambla paralela) (2002)
- «Мій брат мер» (Mi hermano el alcalde) (2004)

### Біографічні збірки
- Біографія Порфіріо Біарда-Джейкоба «Посланець» (El mensajero) (1991).
- Біографія Хосе Асунсьйон Сільва «Болючі душі» (Almas en pena, chapolas negras) (1995).

### Інші твори
- «Граматика літературної мови» (Logoi. Una gramática del lenguaje literario) (1983)
- «Тавтологія дарвінізму» (La tautología darwinista) (1998)